# Anna Řeháková

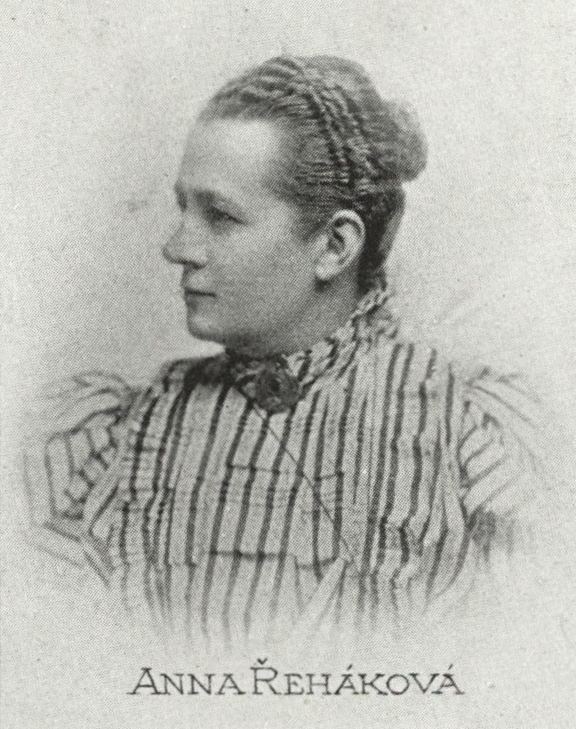
Anna Řeháková im „Národní album“, 1899

Anna Řeháková (geboren 16. Juli 1850 in Prag; gestorben 27. Mai 1937 ebenda) war eine tschechische Schriftstellerin.

## Leben
Anna Řeháková besuchte das Lehrerseminar zu St. Anna in Prag. Sie war vermutlich die erste Lehrerin, die die Lehramtsprüfung in tschechischer Sprache ablegte. Sie unterrichtete zunächst in Čáslav und ab 1874 in Prag an der Volksschule für Mädchen bei St. Thomas, wo auch ihre ältere Schwester Elisabeth Řeháková tätig war.
Řeháková war die Gründerin des Vereins tschechischer Lehrerinnen. Sie schrieb Beiträge für mehrere Frauenzeitschriften und pädagogische Zeitschriften. Sie war eine überzeugte Anhängerin der slawischen Sache und engagierte sich insbesondere für die sprachlichen Rechte der Slowenen. Sie engagierte sich für die Emanzipation der tschechischen weiblichen Jugend. Řeháková war eine Anhängerin der Schauspielerin Otilie Sklenářová-Malá. 
Die Themen ihrer Arbeit und ihres gesellschaftspolitisches Engagement fanden ihren Niederschlag in ihren Romanen und in ihren Memoiren.  

## Schriften (Auswahl)
- Ze života a korespondence Otylie Sklenářové-Malé. Prag : nákladem vlastním : A.B. Černý, 1931
- Z mého alba : pestré obrázký z různých končin. Prag : Péčí přátel české knihy, 1936
- Diskussion - eins der wichtigsten Kommunikationsmittel des Fremdsprachenunterrichts. Enthalten in:  Sprache & Sprachen : Zeitschrift der Gesellschaft für Sprache und Sprachen, 2004, S. 313–317